# Velezia hispida
Velezia hispida är en nejlikväxtart som beskrevs av Pierre Edmond Boissier och Bal. Velezia hispida ingår i släktet Velezia och familjen nejlikväxter. Inga underarter finns listade i Catalogue of Life.